# Heilig Hartkerk (Roeselare)
De Heilig Hartkerk is een parochiekerk in de West-Vlaamse stad Roeselare, gelegen aan de Hippoliet Spilleboutdreef 13.

## Geschiedenis
In 1930 werd een nieuwe parochie afgesplitst van de Sint-Michielsparochie. Deze zou de zuidelijke stadsuitbreiding (Meiboomkwartier) van Roeselare gaan bedienen.
In 1932 werd de eerste steen gelegd en in 1933 werd de kerk, naar ontwerp van Alfons Van Coillie, ingezegend.

## Gebouw
Het betreft een bakstenen kerkgebouw in een gematigde art-decostijl (baksteenexpressionisme) en tevens enkele gestileerde historiserende elementen. De hoge vierkante toren is rechts voorgebouwd en wordt getooid door een tentdak.
Het kerkmeubilair is 20e-eeuws en omvat onder meer een hoofdaltaar en twee zij-altaren. De laatste zijn gewijd aan respectievelijk Onze-Lieve-Vrouw en Margaretha-Maria Alacoque. In de zijkapellen vindt men bakstenen biechtstoelen. Het orgel is van 1957 en werd gebouwd door de firma Loncke.